# Mariä Heimsuchung (Rauenzell)

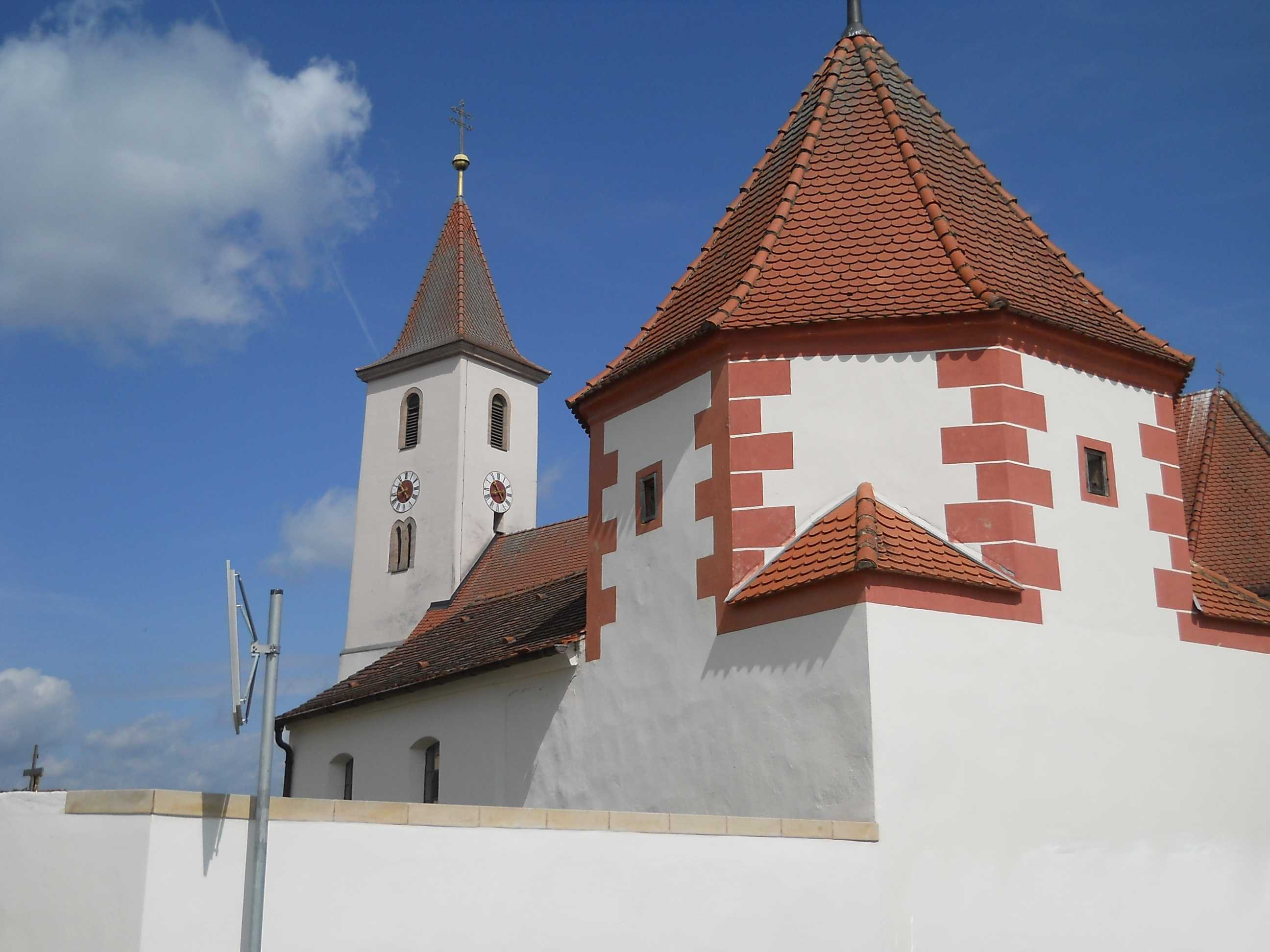
Die Kirche von außen

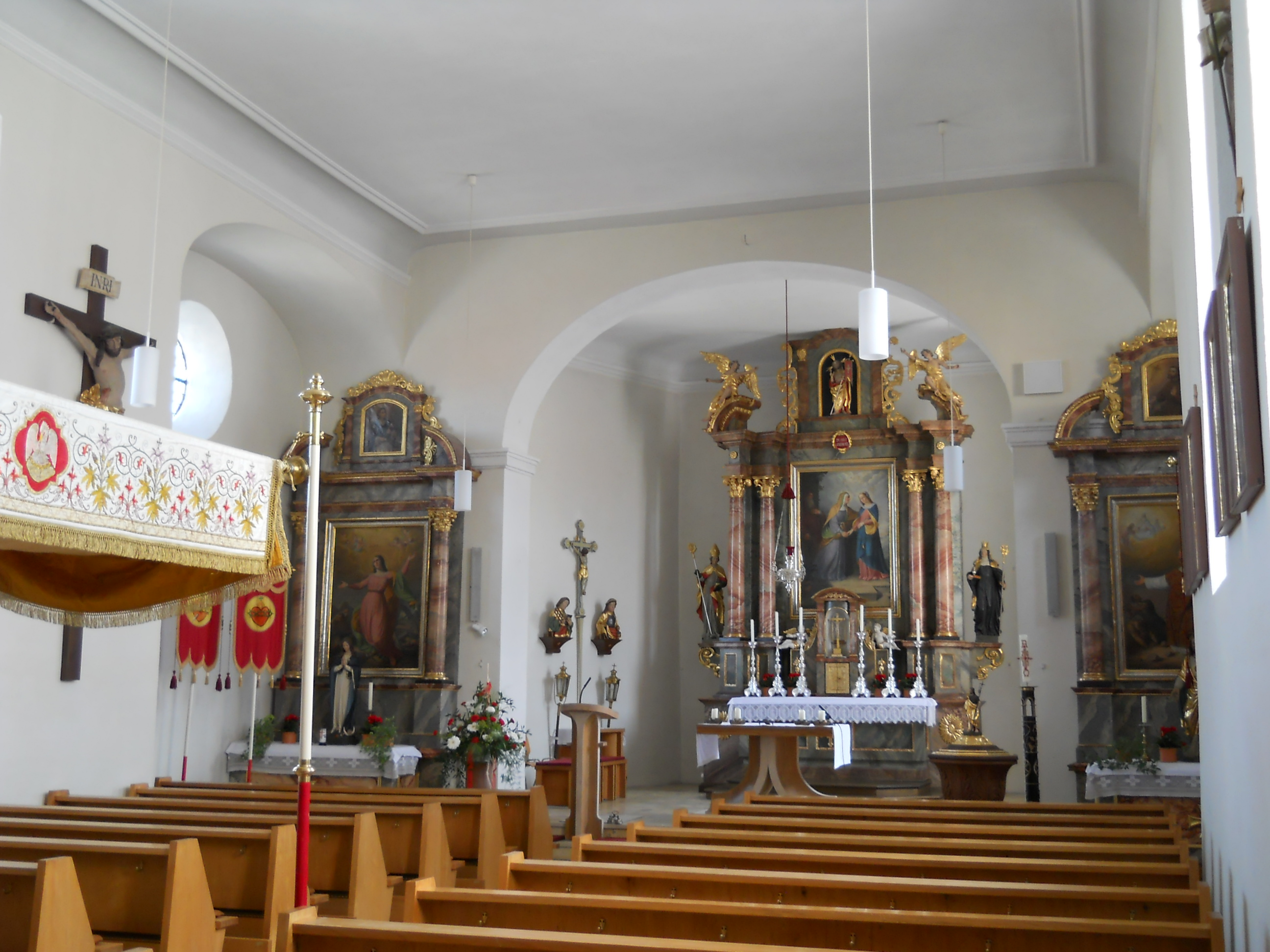
Blick zu den Altären

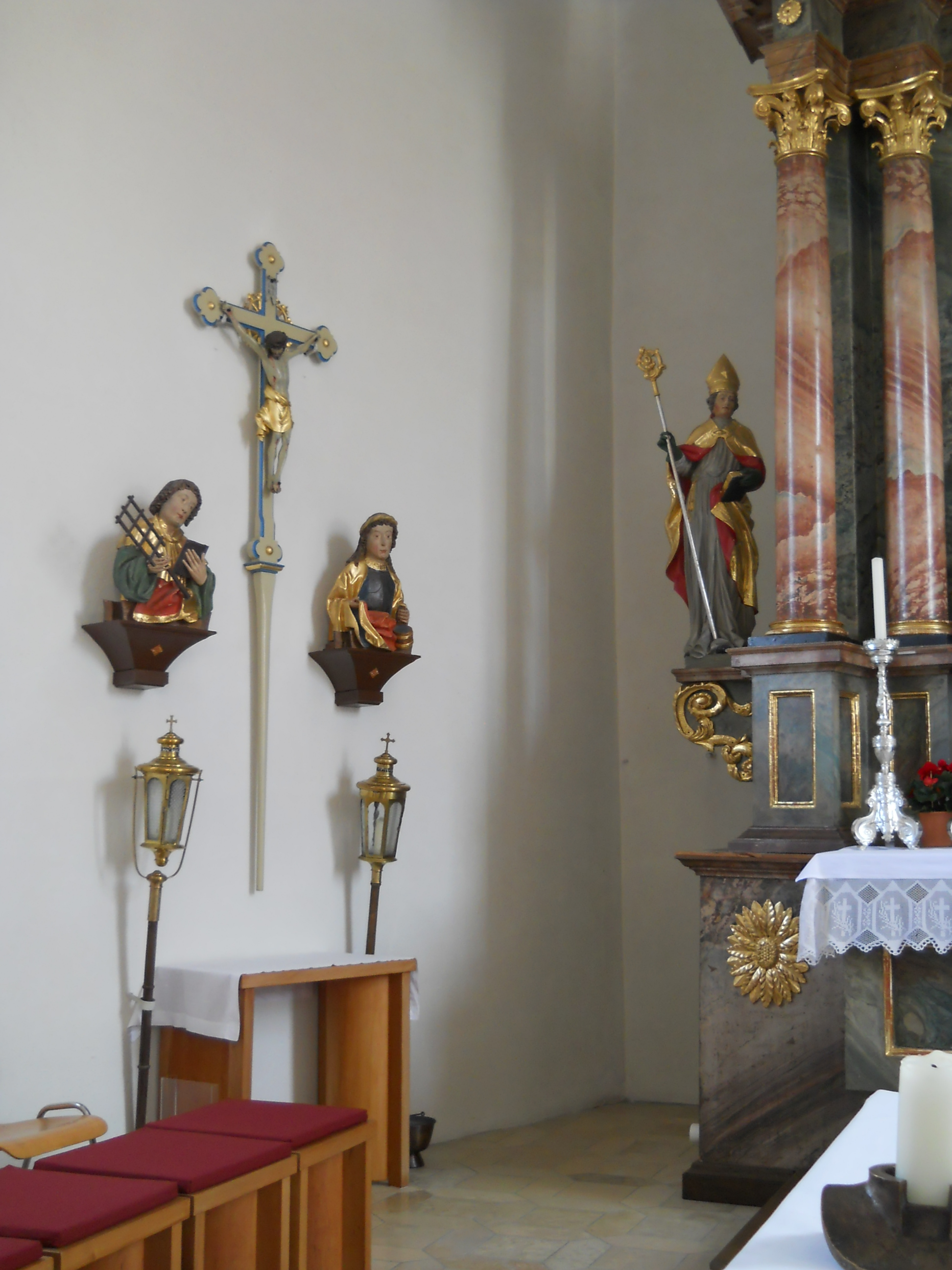
Nördliche Chorwand

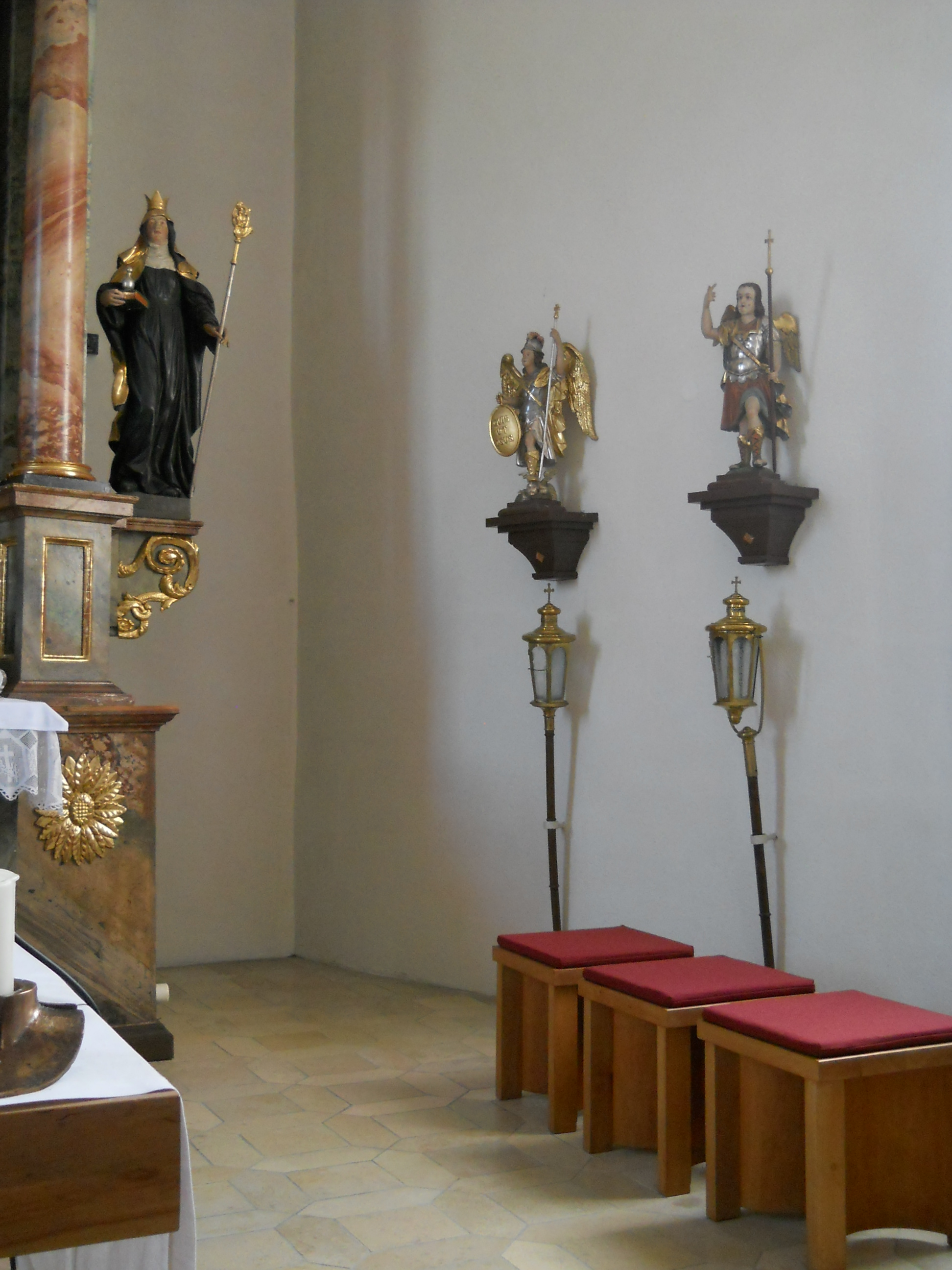
Südliche Chorwand

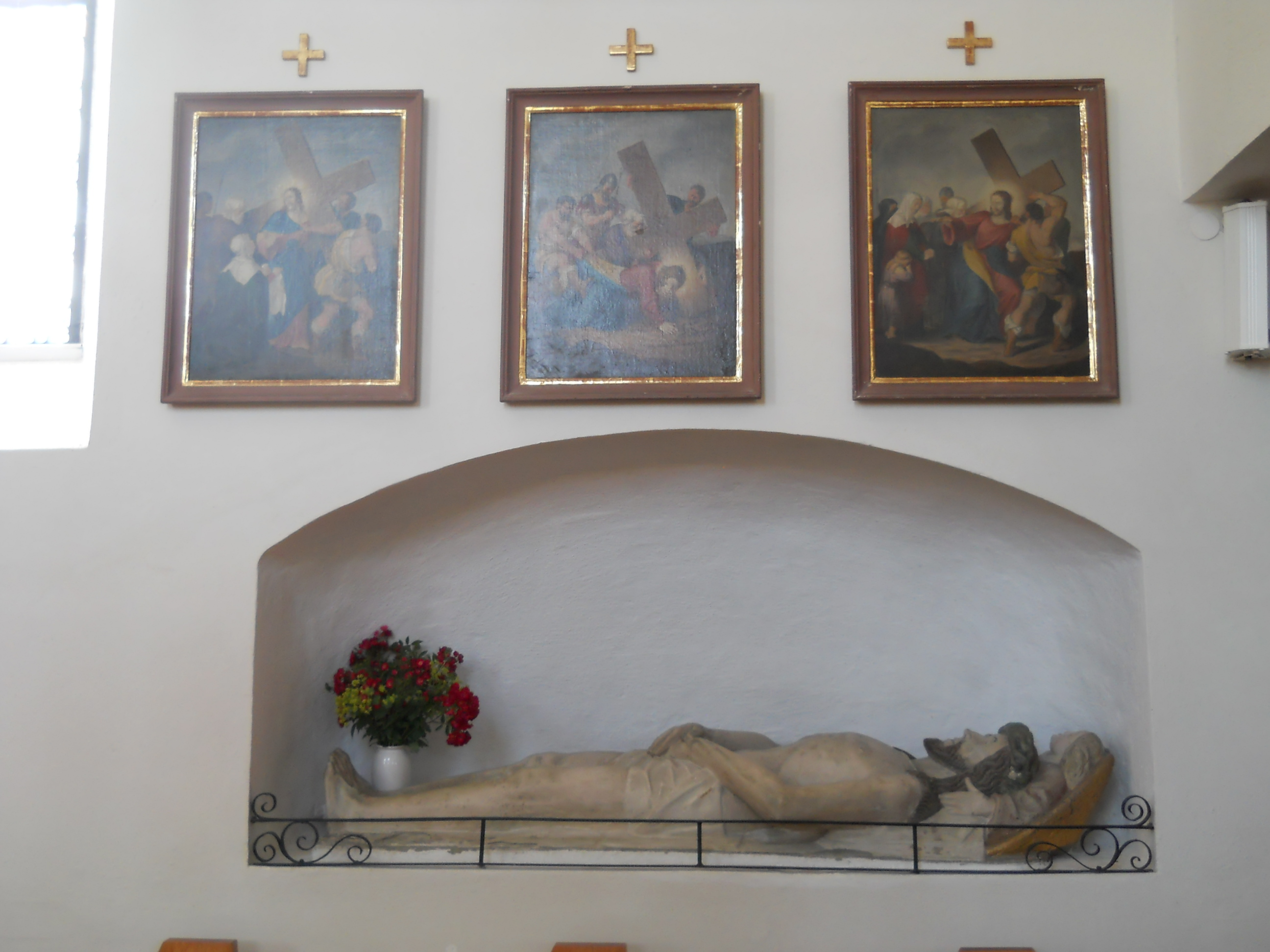
Christus im Grab aus der ehemaligen Wallfahrtskirche St. Salvator bei Rauenzell

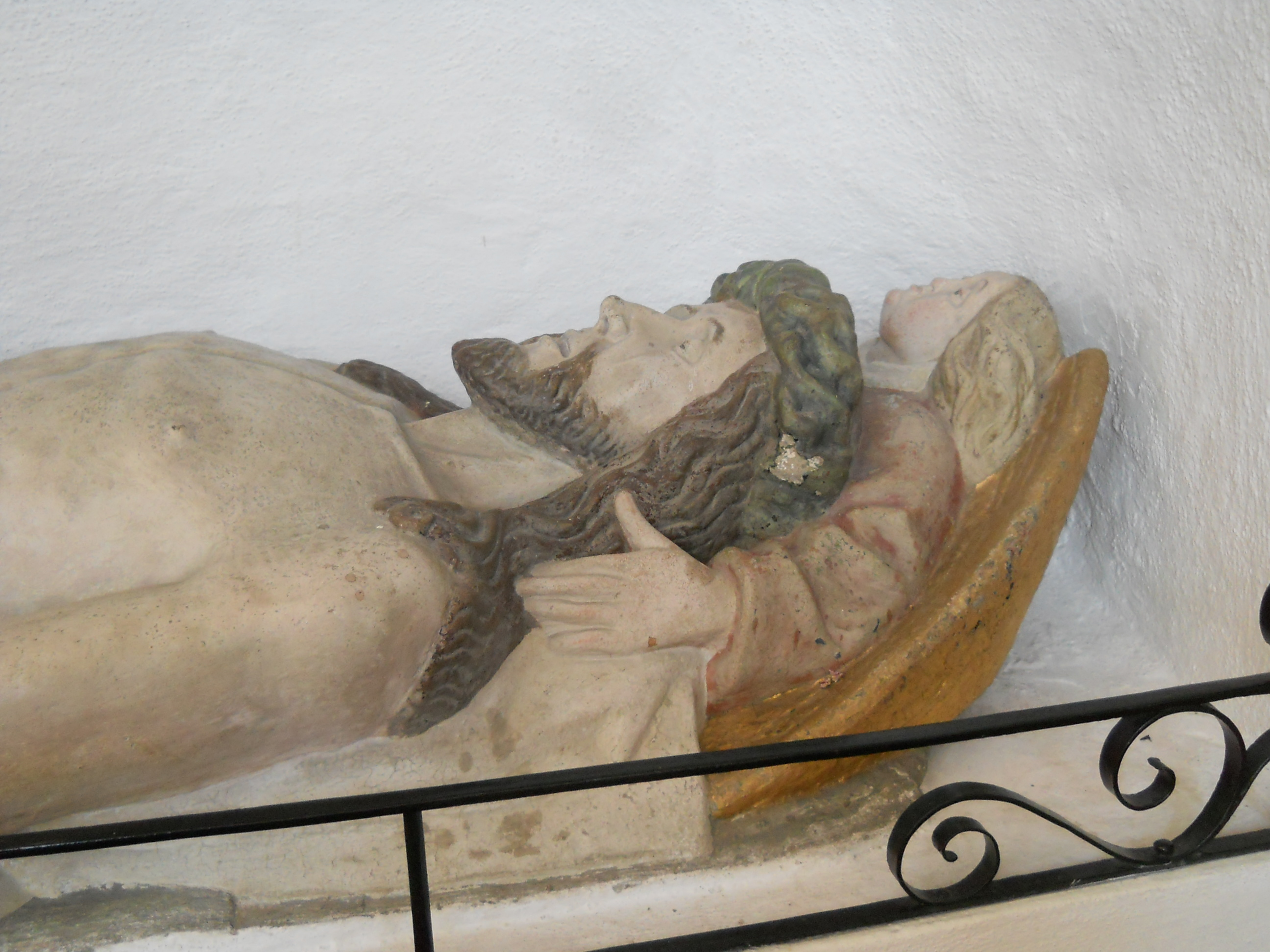
Christus im Grab, Detail

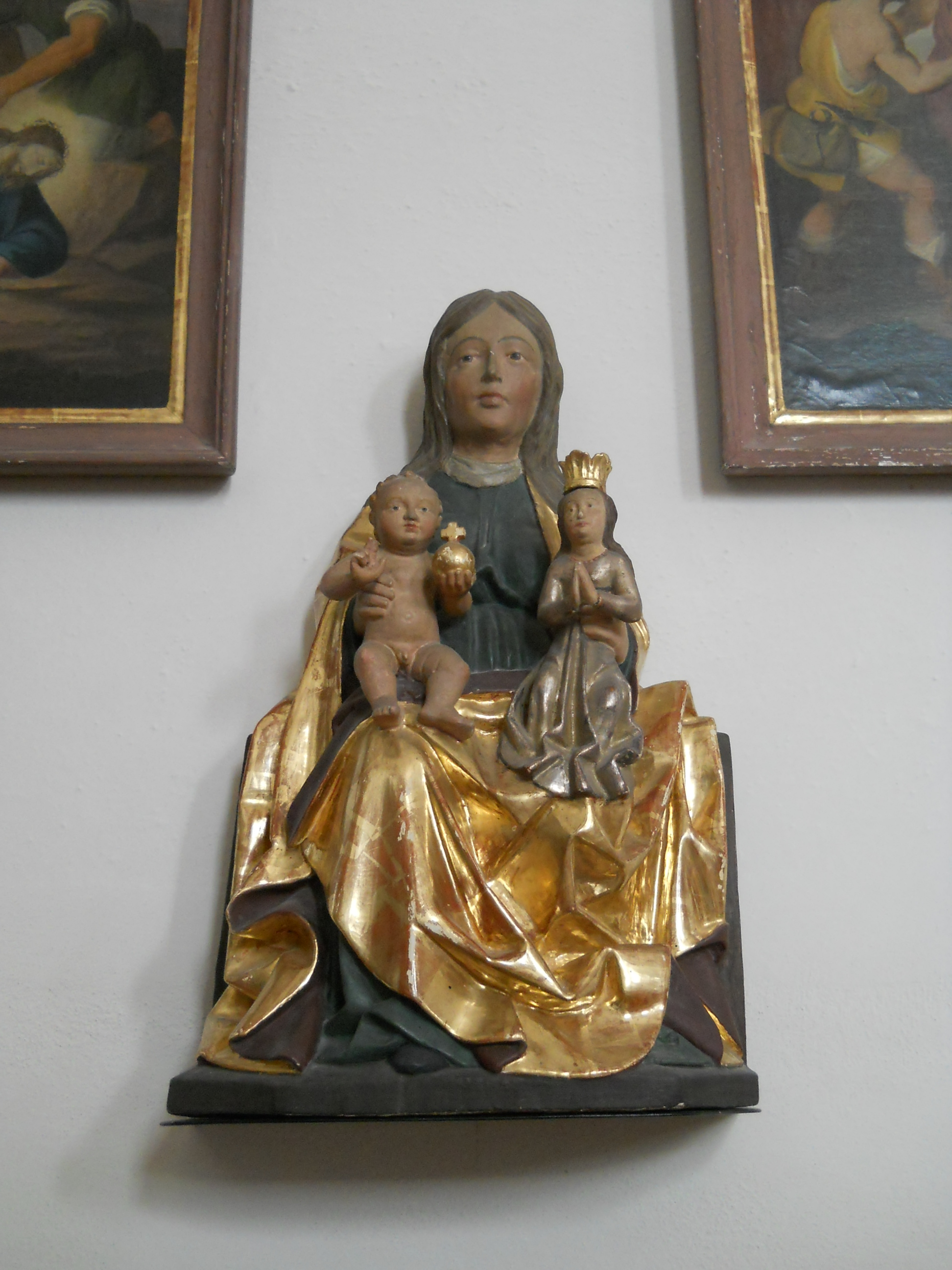
Anna selbdritt

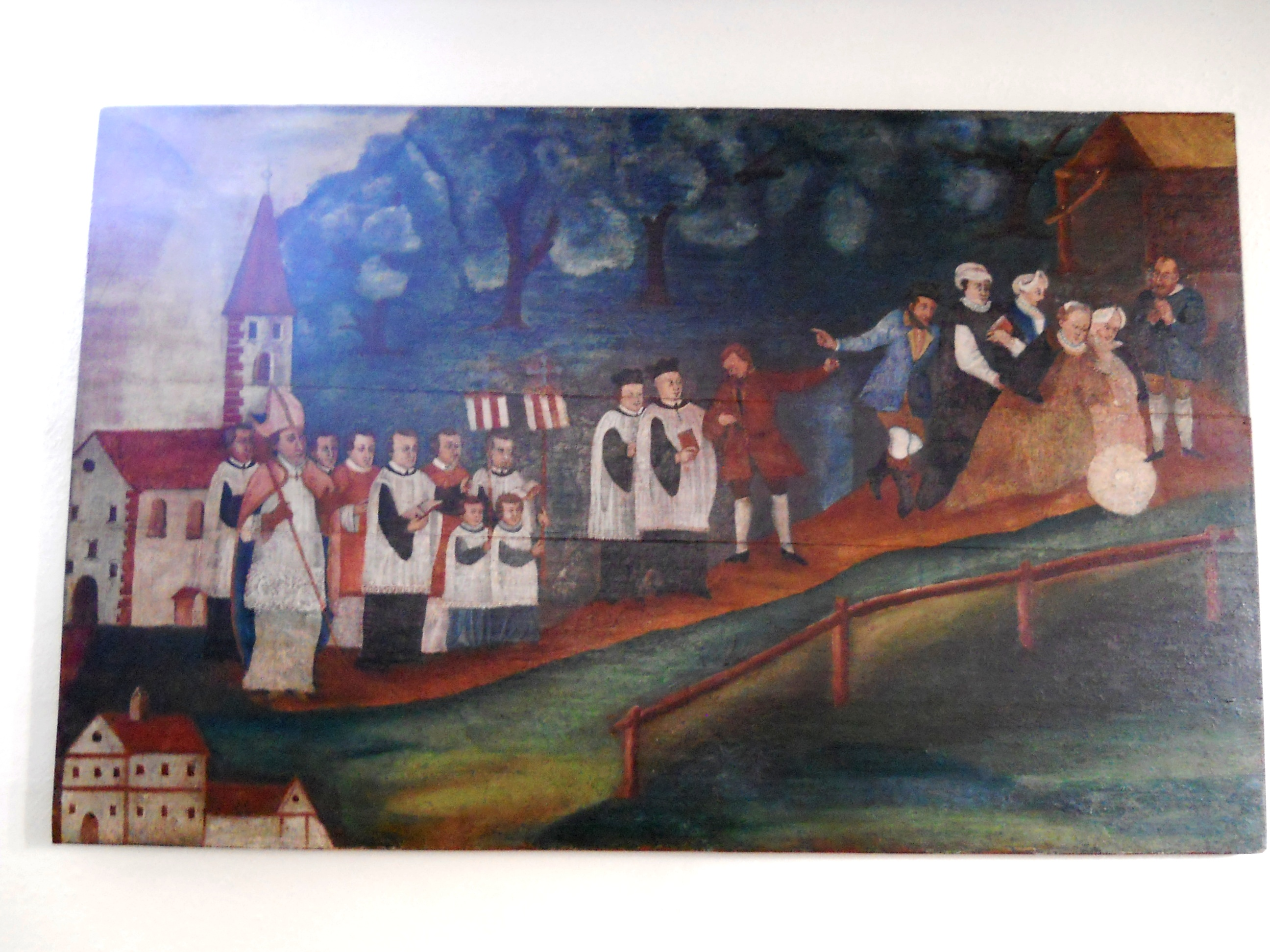
Bildtafel mit der Gründungslegende der Hostienwallfahrtskirche St. Salvator

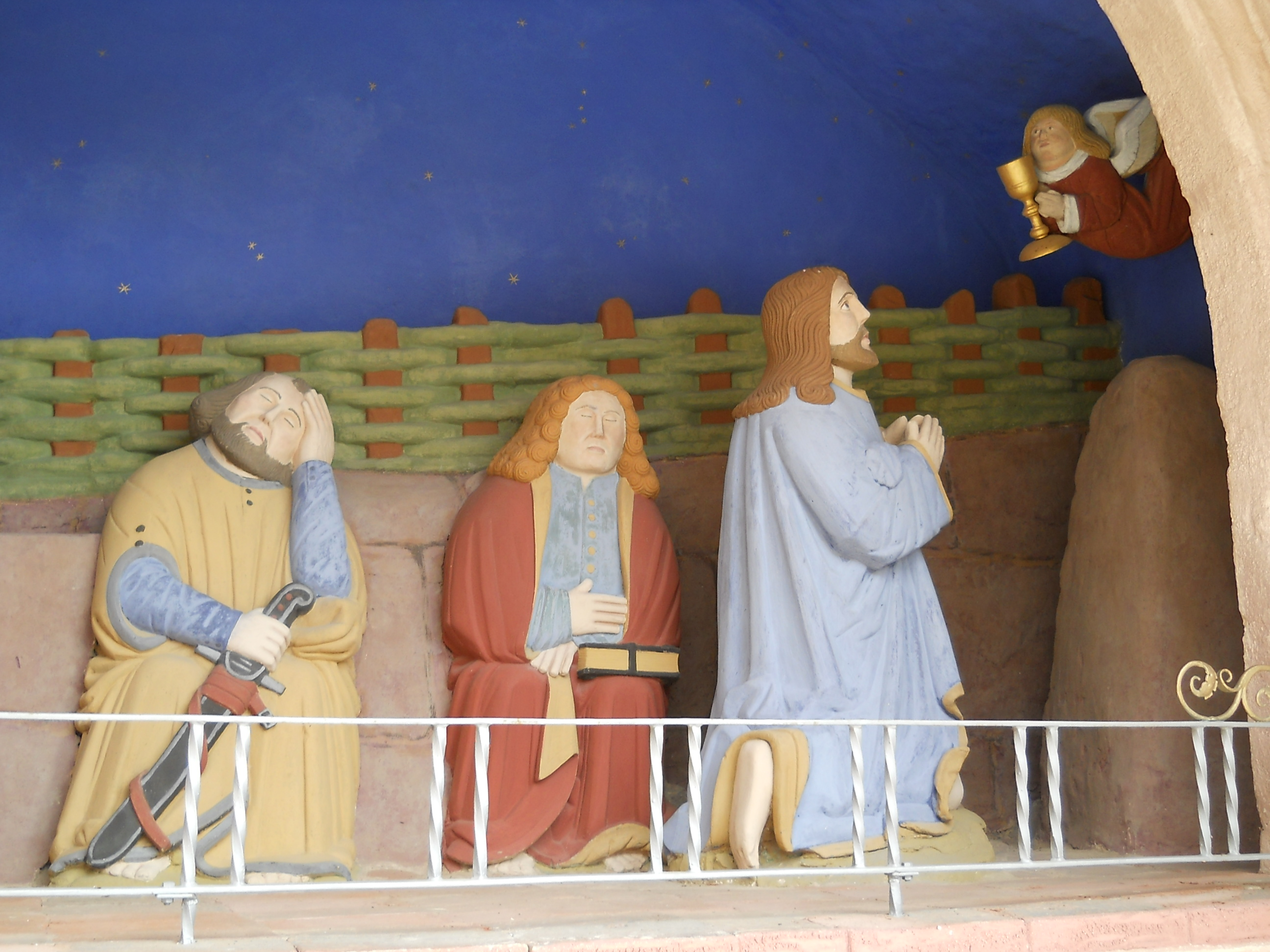
Ölberggruppe

Mariä Heimsuchung ist die römisch-katholische Pfarrkirche in Rauenzell, Ortsteil der Stadt Herrieden im mittelfränkischen Landkreis Ansbach und im Bistum Eichstätt.

## Lage
Die Kirche steht auf einer leichten Erhebung im südlichen Bereich des Ortes an der von Burgoberbach kommenden Staatsstraße 2249, die nach der Kirche in Richtung Herrieden abbiegt.

## Pfarr- und Baugeschichte
Bis ins 14. Jahrhundert war Rauenzell mit Oberbach eine Filiale von Großenried; für 1322 sind Frühmessen erwähnt. 1362 erhielt die Liebfrauenkapelle in Rauenzell, zu dieser Zeit Filiale von Burgoberbach, einen Ablassbrief von 13 Bischöfen. 1452 erfolgte unter dem Eichstätter Bischof Johann III. von Eych die Abtrennung von Burgoberbach und die Erhebung zu einer eigenen Pfarrei. Um diese Zeit war sicherlich bereits eine Kirche vorhanden, über die jedoch jegliche Nachricht fehlt. Es handelte sich wohl um eine Wehrkirche, denn in der Friedhofsummauerung gab es einen Torturm mit Schießscharten, der 1893 abgebrochen wurde. 1699 erfolgte eine Renovierung; die Kirche hatte wohl im Dreißigjährigen Krieg Schäden erlitten. Aufgrund eines Kostenvorschlags von 1748 kann man davon ausgehen, dass der Kirchturm um die Mitte des 18. Jahrhunderts nach Plänen des Eichstätter Hofbildhausers Matthias Seybold seine heutige Gestalt erhielt. 1752 wurden drei nicht mehr vorhandene Barockaltäre konsekriert, 1795 erhielt das Langhaus eine Bretterdecke. 1808 erhielt die Pfarrkirche Rauenzell Kunstwerke aus der im Abbruch befindlichen Wallfahrtskapelle St. Salvator im Steinbachtal.
Die im 19. Jahrhundert zunehmende Bevölkerung verlangte nach einer größeren Kirche. So wurde 1821 das Gotteshaus nach Osten verlängert. 1839/44 wurden drei neue Altäre, geschaffen vom Ansbacher Bildhauer und Restaurator Franz Herterich (1798–1876), aufgestellt. 1877 wurde das innerhalb der Friedhofsummauerung stehende Schulhaus abgebrochen. Die Sakristei wurde 1889 angebaut. 2007 wurde der Holzfußboden der Kirche durch einen Steinfußboden mit moderner Heiztechnik ersetzt. Die Pfarrei gehört zum Pfarrverband Herrieden und zum Pfarreienverbund Oberland.

## Baubeschreibung
Die Kirche steht mit der Friedhofskapelle St. Johann in einem ummauerten Friedhof. Sie ist west-östlich ausgerichtet, der Turm steht im Westen. Beim flachgedeckten, fünfjochigen Langhaus mit Stichbogenfenstern ist die östliche Achse durch korbbogige flache Nischen querhausartig erweitert. Das Satteldach ist teilweise abgewalmt. Der Chor im Osten der Kirche schließt mit fünf Seiten des Achtecks, hat eine verputzte Flachdecke über Profilleiste und Hohlkehle und seitlich je ein Stichbogenfenster. Der Chorbogen ist eingezogen stichbogig mit Lisenengliederung. Das netzrippengewölbte Vorzeichen und eine Ölbergnische (15. Jahrhundert) haben ein gemeinsames Pultdach. Die Orgelempore befindet sich im Westen. Der quadratische Westturm ist zweigeschossig und hat im Obergeschoss rundbogige Schallöffnungen. Seine Dachform ist eine vierseitige Pyramide. Östlich am Chor befindet sich der Sakristeianbau.

## Glocken
Im Kirchturm hängt ein vierstimmiges Glockengeläut aus Bronze, das aus zwei historischen und zwei zeitgenössischen Glocken besteht.
| Glocke | Name                  | Gießer                                  | Gussjahr   | Durchmesser | Gewicht  | Schlagton |
| ------ | --------------------- | --------------------------------------- | ---------- | ----------- | -------- | --------- |
| 1      | Christusglocke        | Friedrich Wilhelm Schilling, Heidelberg | 1965       | 1135 mm0    | 1004 kg0 | g′        |
| 2      | Kessler-Glocke        | evtl. Hermann Kessler (II), Nürnberg    | 14. Jahrh. | 1005 mm0    | 650 kg   | b′        |
| 3      | Dreifaltigkeitsglocke | Nicolaus Arnoldt (II), Dinkelsbühl      | 1749       | 760 mm      | 246 kg   | c″        |
| 4      | Schutzengelglocke     | Friedrich Wilhelm Schilling, Heidelberg | 1965       | 745 mm      | 287 kg   | d″        |

Die Glockenzier der Glocken von 1965 schuf der Künstler Harry MacLean.

## Ausstattung
- Der viersäulige Hochaltar (1839/44) mit Engeln im Auszug hat seitlich neu gefasste Holzfiguren der Eichstätter Diözesanheiligen Willibald und Walburga. Eine neu gefasste Holzfigur des Auferstandenen (um 1500) steht im Auszug. Das rechteckige Altarbild (19. Jahrhundert) stellt die Heimsuchung Mariens dar und wurde von Johann Andreas Engelhart aus Nürnberg gemalt.[2]
- Der nördliche zweisäulige Seitenaltar hat ein Altarbild des gleichen Künstlers, dargestellt ist die heilige Katharina. Das Bild im Auszug stellt den heiligen Dominikus dar, gemalt 1891 von Lang.
- Der südliche, ebenfalls zweisäulige Seitenaltar besitzt ebenfalls ein Altarbild von J. A. Engelhart, die Steinigung des heiligen Stephanus (von 1847). Im Aufsatz zeigt das Bild den heiligen Franziskus, wohl von Lang.
- Die Hängekanzel dürfte zeitgleich mit den Altären entstanden sein; an der Rückwand befindet sich ein rundbogiges Bild des Erlösers, auf dem Schalldeckel steht das apokalyptische Lamm.
- Aus der ehemaligen Wallfahrtskirche St. Salvator im Steinbachwald stammen eine Bildtafel mit einer Darstellung der Gründungslegende der Wallfahrt (18. Jahrhundert) und in einer Nische der Langhaussüdwand eine Sandsteinfigur des im Grabe liegenden Christus, dessen Kopf von einem Engel gestützt wird (zweite Hälfte des 15. Jahrhunderts).[10]
- An Holzfiguren sind in der Kirche verteilt: Kruzifix (um 1500, neu gefasst),  Pietà (zweite Hälfte des 15. Jahrhunderts, neu gefasst), Anna selbdritt (zweite Hälfte des 15. Jahrhunderts, Köpfe wohl überarbeitet, neu gefasst); Büsten der Heiligen Laurentius und Florian (um 1500, neu gefasst), Figuren der Erzengel Michael und Raphael, Heiliger Sebastian (erste Hälfte des 16. Jahrhunderts), Statuette des Auferstandenen (erste Hälfte des 18. Jahrhunderts; neu gefasst), Vortragekreuz (um 1800) und Bruder Konrad von Parzham (im Vorzeichen; 1938).
- Ölberggruppe mit neu gefassten Steinfiguren (Mitte des 15. Jahrhunderts)[11] „von hohem künstlerischen Stellenwert“.[1]
- Kalkstein-Epitaph an der Außenwand für Johannes Georgius Vollnhals (18. Jahrhundert).

## Orgel
Die Orgel wurde 2003 von der Orgelmanufaktur Jürgen Lutz in Feuchtwangen gebaut. Die ursprüngliche Orgel aus dem Jahr 1777 fand einen neuen Platz in einem Orgelmuseum. Geweiht wurde die neue Orgel im  Juli 2003 durch Bischof Walter Mixa. Der rot-grün marmorierte, teilvergoldete fünfteilige Prospekt hat geschnitzte Blenden. Das Schleifladen-Instrument hat 16 Register auf zwei Manualen und Pedal. Die Spiel- und Registertrakturen sind mechanisch.
| I Hauptwerk C–g3 |            |       |
| 1.               | Prinzipal  | 8′    |
| 2.               | Principal  | 8′    |
| 3.               | Gedackt    | 8′    |
| 4.               | Octave     | 4′    |
| 5.               | Spitzflöte | 4′    |
| 6.               | Octave     | 2′    |
| 7.               | Mixtur III | 1 ⁄3′ |

| II Hinterwerk C–g3 |            |        |
| 8.                 | Rohrflöte  | 8′     |
| 9.                 | Salicional | 8′     |
| 10.                | Holzflöte  | 4′     |
| 11.                | Nasat      | 2 ⁄3′  |
| 12.                | Flöte      | 2′     |
| 13.                | Terz       | 1 3⁄5′ |
| 14.                | Quinte     | 1 ⁄3′  |
|                    | Tremulant  |        |

| Pedalwerk C–f1 |        |     |
| 15.            | Subbaß | 16′ |
| 16.            | Octave | 8′  |

- Koppeln: II/I, I/P, II/P

## Friedhofskapelle St. Johann
Die Kapelle in der Südostecke des ummauerten Friedhofs wurde vermutlich im 15. Jahrhundert erbaut und 1627 erneuert. 1779 erfolgte eine Umgestaltung des Daches. 1891/92 wurde nach der Entfernung des Altars eine Lourdesgrotte eingebaut. 1950 wurde sie durch einen westlichen, langhausartigen Vorbau wieder zur Friedhofskapelle. Das Oberteil ist als Oktogon aufgeführt und ist von einem achtseitigen Pyramidendach abgeschlossen.

## Ehemalige Wallfahrtskirche St. Salvator
Die Legende besagt, dass im 14. Jahrhundert eine adelige Jungfrau eine geweihte Hostie im Wald Steinbach niederlegte und an diesem Ort 1493 oder früher eine zunächst hölzerne Wallfahrtskapelle St. Salvator geweiht wurde. Diese Gründungslegende ist auf einer Bildtafel in der Kirche von Rauenzell dargestellt. Die Wallfahrt war bis ins 19. Jahrhundert lebendig; auf Veranlassung der staatlichen Behörden wurde die 1764 bis 1784 unter dem eichstättisch-fürstbischöflichen Hofbaudirektor Maurizio Pedetti erweiterte Kirche im Zuge der Säkularisation Anfang 1808 abgebrochen.

## Sonstiges
- Die Pfarrei ist Träger des katholischen Kindergartens St. Salvator.
- 1986 gründete sich in Rauenzell ein Zweigverein des Katholischen Deutschen Frauenbunden (KDFB).[15]